# Cartismo (Portugal)
En Portugal, el cartismo fue un movimiento político y social que se desarrolló durante el siglo XIX, específicamente entre 1820 y 1834. Este movimiento estuvo estrechamente vinculado a las luchas internas entre facciones monárquicas, en particular entre los liberales y los absolutistas, y desempeñó un papel crucial en la historia política del país.
Los cartistas fueron los grupos de liberales más conservadores que surgieron tras la Revolución de Oporto de 1820.
El término «cartismo» proviene de su apoyo a la carta otorgada o a la Constitución Portuguesa de 1826, la cual fue promulgada por Pedro IV con el propósito de mitigar los conflictos derivados de la revolución, debido a su carácter menos radical en comparación con la Constitución de 1822.
Los cartistas combatieron junto a los vintistas contra Miguel I, un monarca absolutista. Sin embargo, en 1834, con la firma de la Convención de Évora-Monte, que puso fin a las guerras liberales, los cartistas se separaron y formaron dos agrupamientos políticos cada vez más distantes, alejándose progresivamente de las corrientes más radicales del pensamiento liberal, como el septembrismo.
A pesar de la homonimia, el cartismo portugués no guarda relación alguna con el cartismo inglés (chartism), un movimiento político y social contemporáneo que tuvo lugar en el mismo período.